# 2523 Ryba
2523 Ryba este un asteroid din centura principală, descoperit pe 6 august 1980 de Zdeňka Vávrová.